# Аккучукова, Роза Сабирьяновна
Роза Сабирьяновна Аккучукова (12 февраля 1950, Абзаково, СССР — 8 февраля 2021, Уфа, Россия) — певица, народная артистка Республики Башкортостан (2009).

## Биография
Родилась 12 февраля 1950 года в селе Абзаково (Белорецкий район).
С 1973 года работала вокалисткой эстрады. Пела башкирские народные песни.
С 1999 года — главный администратор Башкирской филармонии.
Скончалась на 71-м году жизни 8 февраля 2021 года в Уфе от коронавируса. Похоронили певицу 9 февраля на её малой родине в селе Абзаково.

## Вокальные партии
Песни «Зюльхизя», «Сыбай-кашка», «Түрәкәй» («Турякай»), «Һары ла сәс» («Русоволосая») и др.; песни и романсы Х. Ф. Ахметова, З. Г. Исмагилова, А. Т. Каримова, Т. Ш. Каримова, Р. В. Сальманова, А. Р. Хальфетдинова «Алтын балдаҡ» («Золотое кольцо») на стихи З. А. Биишевой, «Һин ултыртҡан муйыл» («Белая черёмуха») на стихи Р. Н. Шагалеева, «Аҡсарлаҡ» («Чайка») на стихи Р. С. Янбулатовой.

## Награды и звания
- Заслуженная артистка Башкирской АССР (1989)
- Народная артистка Республики Башкортостан (2009).
- награждена Почетной грамотой Совета городского округа г. Уфа Республики Башкортостан (за многолетнюю творческую деятельность, высокий профессионализм, большой вклад в развитие культуры Республики Башкортостан, активное участие в общественной жизни столицы) (2020).